# Stigmina
Genre
Stigmina est un genre de champignons ascomycètes de la famille des Mycosphaerellaceae. Ce genre comprend de nombreuses espèces pathogènes des plantes, dont Stigmina carpophila responsable de la maladie criblée des arbres fruitiers.

## Caractéristiques
Il s'agit d'un genre anamorphe. Les conidiophores sont regroupés sur un stroma plus ou moins globuleux et superficiel (sporodochie), la conidiogenèse est holoblastique, les conidies sont colorées pluricellulaires et parfois muriformes.

## Liste d'espèces
Selon Catalogue of Life (18 juin 2014) :
- Stigmina ahmadii
- Stigmina anacardii
- Stigmina angusiana
- Stigmina ardisiae
- Stigmina artocarpi
- Stigmina asperula
- Stigmina asperulata
- Stigmina bahraichiae
- Stigmina beaucarneae
- Stigmina butyrospermi
- Stigmina cactivora
- Stigmina caffra
- Stigmina californiae
- Stigmina careyae
- Stigmina carpophila
- Stigmina celastri
- Stigmina celata
- Stigmina clusiae
- Stigmina cocculi
- Stigmina cornicola
- Stigmina crossopterygis
- Stigmina curvispora
- Stigmina cycadicola
- Stigmina cycadina
- Stigmina cytisi
- Stigmina deflectens
- Stigmina dehradunensis
- Stigmina dendrocalami
- Stigmina desertorum
- Stigmina dieramae
- Stigmina diospyri
- Stigmina dispori
- Stigmina doliolioides
- Stigmina dothideoides
- Stigmina dura
- Stigmina elaeagni
- Stigmina ellisiana
- Stigmina ellisii
- Stigmina erythrinae
- Stigmina erythrinicola
- Stigmina esfandiarii
- Stigmina eucalypticola
- Stigmina eucalyptorum
- Stigmina fici
- Stigmina glomerulosa
- Stigmina hansfordii
- Stigmina hartigiana
- Stigmina henningsiana
- Stigmina hippophaes
- Stigmina inconspicua
- Stigmina jaczewskii
- Stigmina juniperina
- Stigmina knoxdaviesii
- Stigmina kosaroffii
- Stigmina lautii
- Stigmina lavrensis
- Stigmina laxuspora
- Stigmina leptadeniae
- Stigmina liquidambaris
- Stigmina lycii
- Stigmina millettiae
- Stigmina niesslii
- Stigmina obtecta
- Stigmina pallida
- Stigmina parrotiae
- Stigmina phyllanthi
- Stigmina platani
- Stigmina platani-racemosae
- Stigmina pulvinata
- Stigmina pulviniformis
- Stigmina pusilla
- Stigmina rauvolfiae
- Stigmina rhois
- Stigmina robbenensis
- Stigmina sambucina
- Stigmina sapii
- Stigmina sigmoidea
- Stigmina sphaeroides
- Stigmina sycina
- Stigmina tephrosiae
- Stigmina terminaliae
- Stigmina tharpii
- Stigmina thujina
- Stigmina ulei
- Stigmina utahensis
- Stigmina verrucosa

Selon Index Fungorum (18 juin 2014) :
- Stigmina ahmadii B. Sutton 1973
- Stigmina anacardii (Syd.) M.B. Ellis 1959
- Stigmina angusiana M.B. Ellis 1963
- Stigmina ardisiae Munjal & Kulshr. 1968
- Stigmina artocarpi Thaung 1975
- Stigmina asperula (Lombard & R.W. Davidson) B. Sutton 1975
- Stigmina asperulata Hol.-Jech. 1984
- Stigmina bahraichiae A.K. Singh & Kamal 1985
- Stigmina beaucarneae Pollack & D.F. Farr 1979
- Stigmina butyrospermi (Hansf.) M.B. Ellis 1967
- Stigmina cactivora (Petr. & Cif.) M.B. Ellis 1963
- Stigmina caffra (Wakef.) M.B. Ellis 1959
- Stigmina californiae Joanne E. Taylor & Crous 2001
- Stigmina capsularum (Thüm.) Pound & Clem. 1896
- Stigmina careyae Thaung 1975
- Stigmina carpophila (Lév.) M.B. Ellis 1959
- Stigmina celastri (Kalchbr.) M.B. Ellis 1959
- Stigmina celata (Welw. & Curr.) M.B. Ellis 1967
- Stigmina clusiae M.B. Ellis 1963
- Stigmina cocculi Crous & U. Braun 1996
- Stigmina cornicola (Ellis & Everh.) B. Sutton 1975
- Stigmina crossopterygis M.B. Ellis 1989
- Stigmina curvispora Crous & U. Braun 1994
- Stigmina cycadicola (Thirum.) M.B. Ellis 1959
- Stigmina cycadina Tilak & R. Rao 1964
- Stigmina cytisi (Hollós) U. Braun 1993
- Stigmina deflectens (P. Karst.) M.B. Ellis 1959
- Stigmina dehradunensis M.D. Mehrotra 1992
- Stigmina dendrocalami M.S. Patil & Thite 1977
- Stigmina desertorum (Melnik) B. Sutton 1978
- Stigmina dieramae Crous & B. Sutton 1997
- Stigmina diospyri B.V. Patil & Thirum. 1968
- Stigmina diospyri G.P. Agarwal & N.D. Sharma 1974
- Stigmina dispori U. Braun 1994
- Stigmina doliolioides (Sousa da Câmara) B. Sutton 1975
- Stigmina dothideoides (Ellis & Everh.) M.B. Ellis 1959
- Stigmina dura (Sacc.) S. Hughes 1958
- Stigmina elaeagni M.B. Ellis 1961
- Stigmina ellisiana B. Sutton 1972
- Stigmina ellisii M.B. Ellis 1959
- Stigmina erythrinae M.B. Ellis 1963
- Stigmina erythrinicola Thaung 1976
- Stigmina esfandiarii Petr. 1950
- Stigmina eucalypticola B. Sutton & Pascoe 1989
- Stigmina eucalyptorum Crous & T.A. Cout. 1998
- Stigmina fici Pavgi & U.P. Singh 1966
- Stigmina glomerulosa (Sacc.) S. Hughes 1958
- Stigmina hansfordii B. Sutton & Pascoe 1989
- Stigmina hartigiana (Sacc.) M.B. Ellis 1959
- Stigmina henningsiana (Sacc.) Bat. 1966
- Stigmina hippophaës Žukov 1979
- Stigmina inconspicua B. Sutton & Pascoe 1989
- Stigmina jaczewskii B. Sutton 1975
- Stigmina juniperina (Georgescu & Badea) M.B. Ellis 1959
- Stigmina knoxdaviesii Crous & U. Braun 1996
- Stigmina kosaroffii (Briosi) B. Sutton 1972
- Stigmina lautii B. Sutton 1973
- Stigmina lavrensis (Viégas) M.B. Ellis 1963
- Stigmina laxuspora R.F. Castañeda & W.B. Kendr. 1990
- Stigmina leptadeniae Thaung 1975
- Stigmina liquidambaris (Tharp) E.B.G. Jones & W.B. Kendr. 1972
- Stigmina liriodendri Ellis & Everh. 1893
- Stigmina lycii (Kalchbr.) B. Sutton 1972
- Stigmina millettiae M.B. Ellis 1972
- Stigmina niesslii (Morgan-Jones) B. Sutton 1972
- Stigmina obclavata (Cooke) Pound & Clem. 1896
- Stigmina obtecta (Petr. & Esfand.) M.B. Ellis 1967
- Stigmina pallida (Ellis & Everh.) M.B. Ellis 1963
- Stigmina pamelae-ellisiae G.P. Agarwal & N.D. Sharma 1974
- Stigmina parrotiae (S. Ahmad) B. Sutton 1972
- Stigmina phragmidioides Speg. 1898
- Stigmina phyllanthi M.B. Ellis 1959
- Stigmina platani (Fuckel) Sacc. 1880
- Stigmina platani-racemosae (Dearn. & Barthol.) S. Hughes 1952
- Stigmina polymorpha D.J. Sm. & C.O. Sm. 1941
- Stigmina populi Pound & Clem. 1896
- Stigmina pulchella Speg. 1896
- Stigmina pulvinata (Kunze) M.B. Ellis 1959
- Stigmina pulviniformis (Syd.) S. Hughes 1952
- Stigmina pusilla (P. Karst.) S. Hughes 1958
- Stigmina rauvolfiae M.B. Ellis 1976
- Stigmina rhois Crous & U. Braun 1994
- Stigmina robbenensis Crous, C.L. Lennox & B. Sutton 1995
- Stigmina sacchari Speg. 1896
- Stigmina sambucina (Ellis & Everh.) B. Sutton 1972
- Stigmina sapii (J. Miyake) M.B. Ellis 1967
- Stigmina septoidii Hansf. 1943
- Stigmina sigmoidea Matsush. 1995
- Stigmina sphaeroides (Ellis & Everh.) U. Braun 1993
- Stigmina sycina (Thüm.) B. Sutton 1972
- Stigmina tamarindi (Syd.) Morgan-Jones & W.B. Kendr. 1972
- Stigmina tamarindi (Syd.) Munjal & Kulshr. 1968
- Stigmina tephrosiae Agnihothr. 1962
- Stigmina terminaliae Munjal & Kulshr. 1968
- Stigmina tharpii Morgan-Jones & W.B. Kendr. 1972
- Stigmina thermopsidis Harkn. 1884
- Stigmina thujina (Dearn.) B. Sutton 1972
- Stigmina tubakii N.D. Sharma 1980
- Stigmina ulei (Syd. & P. Syd.) B. Sutton 1972
- Stigmina utahensis (Sacc.) B. Sutton 1972
- Stigmina valdiviensis Speg. 1910
- Stigmina verrucosa (Morgan-Jones) B. Sutton 1972
- Stigmina vitis Dearn. & Barthol. 1929
- Stigmina zanthoxylicola Speg. 1911